# Dostyq
Dostyq (Kazachs: Достық а.о., Dostyq; Russisch: Достыкский с.о., Dostykskij) is een plaats met 4800 inwoners in de Kazachse oblast Almaty vlak bij de grens met de Autonome Mongoolse Prefectuur Bortala in de Volksrepubliek China. De E014 eindigt hier.

## Naam
Dostyq betekent in het Kaukasisch, net als de vroegere Russische naam Druschba, "vriendschap". De plaats ontstond in 1956 in verband met de aanleg van een spoorweg.

## Grensovergang
In 1954 kwamen de Sovjet-Unie en China met elkaar overeen, om de steden Alma-Ata (nu Almaty) en Lanzhou te verbinden met een spoorweg. Aan de Sovjetkant werd een traject aangelegd, dat in Aqtogai van de bestaande Turkestan-Siberische spoorlijn aftakt. In 1959 werd Dostyq bereikt. Aan de Chinese kant werd de bouw in  Ürümqi in 1962 afgebroken wegens het Rode schisma. Pas na verandering in de politieke verhoudingen werd op 12 september 1990 het traject door de Dzjoengaarse Poort voltooid en op 20 juli 1991 werd de grensovergang geopend. De grensplaats aan Chinese zijde heet Alashankou.
De spoorbreedte in beide landen verschilt. China gebruikt het normaalspoor van 1435 mm, Kazachstan heeft het Russische breedspoor van  1520 mm. Aan de grens is er een voorziening om de rijtuigen aan te passen. 